# Sint-Willibrorduskerk (Berkel-Enschot)

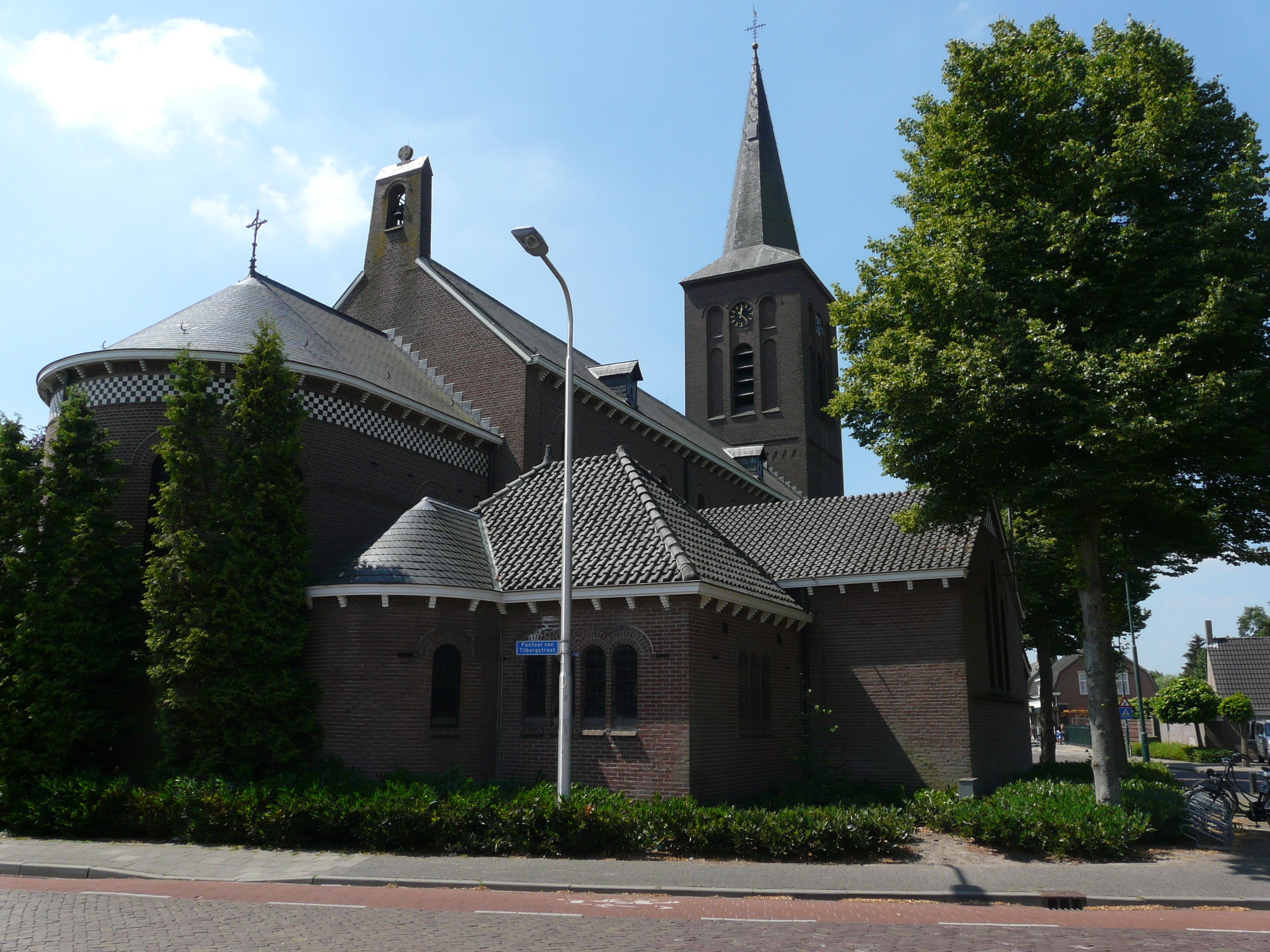
De Sint-Willibrorduskerk van Berkel-Enschot omstreeks 2010

De Sint-Willibrorduskerk is de parochiekerk van de plaats Berkel in de Nederlandse gemeente Tilburg. Het rijksmonument is gelegen aan de Sint-Willibrordstraat 1.

## Geschiedenis
Berkel kende eerder een kapel die al in 1214 werd vermeld. Deze kapel werd in 1440 vernieuwd.
In 1852 werd Berkel een zelfstandige parochie, en de kapel werd hersteld. In 1857 werd een neogotische westtoren tegen de kapel opgetrokken, naar een ontwerp van Hendrik Jacobus van Tulder. In 1910 werd de kapel gesloopt en vervangen door een kerk die werd ontworpen door Jan Stuyt. Om de toren heen werd een nieuwe gevelbekleding aangebracht.

## Gebouw
De bakstenen kerk is ontworpen in neoromaanse stijl met rondbogige vensters en halfronde apsis. Boven het koor bevindt zich een klokkengeveltje. De kerk heeft luidklokken uit 1501 en 1524. Het interieur wordt overkluisd door een cassetteplafond.